# 엘리엇 리처드슨
엘리엇 리 리처드슨(영어: Elliot Lee Richardson, 1920년 7월 20일~1999년 12월 31일)은 미국의 변호사이자 공화당 소속 정치인이다. 1970년부터 1977년까지 리처드 닉슨과 제럴드 포드 대통령의 내각에서 활동했으며, 미국 역사상 네 개의 내각 직위를 모두 역임한 두 인물 중 한 명이다. 법무부 장관 재임 중에는 워터게이트 사건에서 중요한 역할을 했으며, 닉슨 대통령이 특별검사 아치볼드 콕스를 해임하라고 지시하자 이에 항의하여 사임하였다. 그의 사임은 닉슨 대통령에 대한 신뢰 위기를 촉발시켰고, 이는 궁극적으로 닉슨의 사임으로 이어졌다.

## 닉슨 행정부
리처드슨은 1969년 국무부 차관으로 리처드 닉슨 행정부에 합류하였다.
그는 1973년이라는 격동의 해에 단 한 해 동안 행정부의 세 개 고위 직책을 역임하는 보기 드문 경력을 가졌다. 이 시기는 워터게이트 사건이 워싱턴 정가와 미국 대중의 관심을 압도하던 시기였다. 리처드슨은 서로 다른 네 개의 내각 직위를 지낸 두 명의 인물 중 한 명이다.

## 포드 행정부
제럴드 포드 행정부 시절, 리처드슨은 1975년부터 1976년까지 주영국 미국 대사를, 1976년부터 1977년까지 미국 상무부 장관을 역임하였다.
그는 1975년 공식 직함인 세인트 제임스 궁 재외공사로 임명되면서, 사실상 대선 전년도 동안 국내 정치 무대에서 물러나게 되었다. 해당 직책을 맡기 위해 출국하면서, 그는 언론에 자신이 대통령 선거에 출마하지 않을 것이며, 다만 포드 대통령이 독자적으로 출마하지 않기로 결정할 경우에만 출마를 고려할 것이라고 밝혔다.

## 사망
리처드슨의 아내 앤은 1999년 7월 26일에 사망하였다. 같은 해 12월 29일, 가족을 방문 중이던 리처드슨은 보스턴의 매사추세츠 종합병원에 입원하였고, 이틀 후인 12월 31일, 뇌출혈로 인해 향년 79세로 사망하였다.